# Christer Boucht

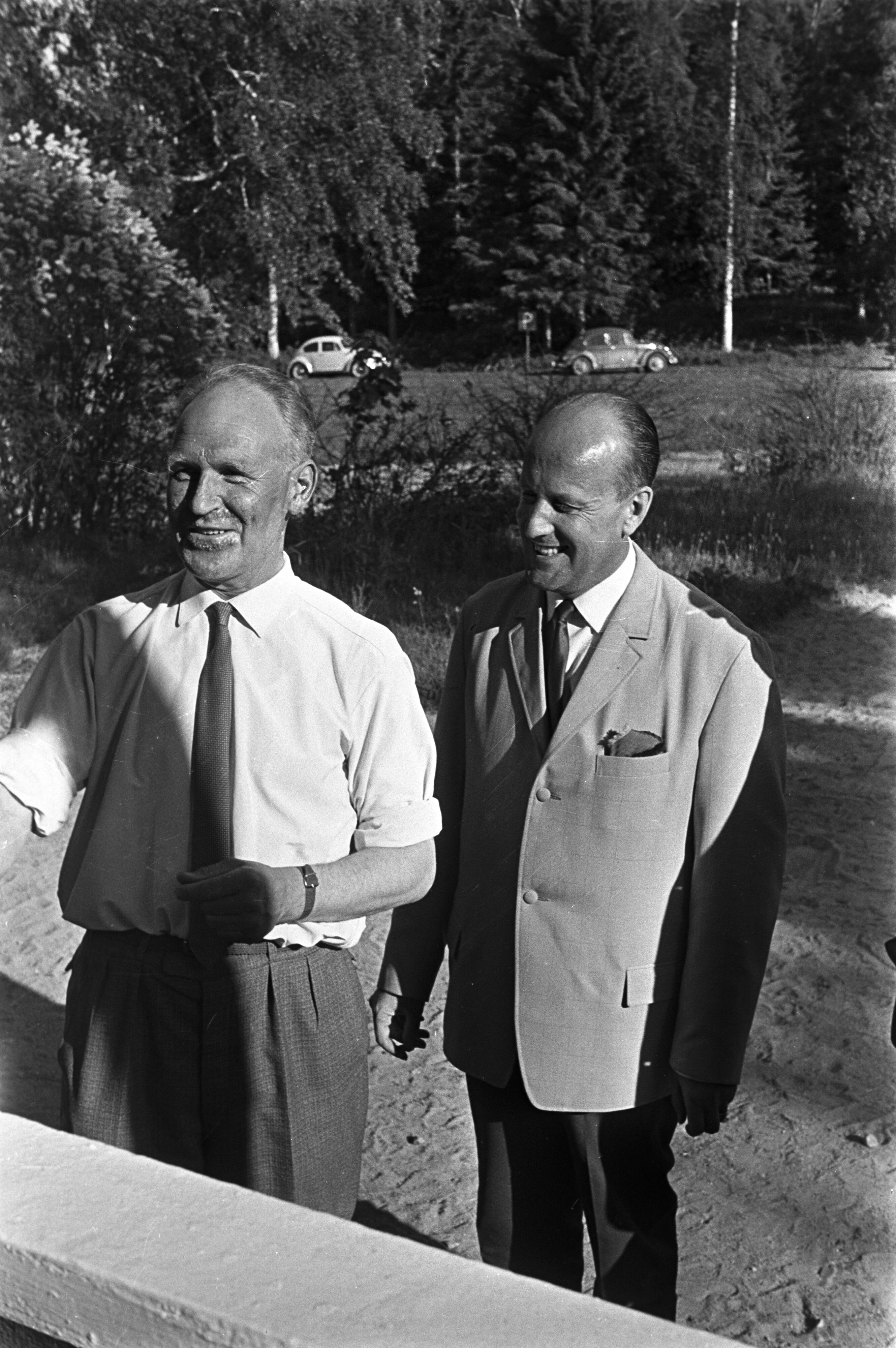
Christer Boucht (t.v.) och Erik Simons år 1966.

Christer Boucht, född den 4 mars 1911 i Vasa, död där den 21 maj 2009, var en finlandssvensk advokat, äventyrsresenär och författare. Han deltog som ung reservofficer i både vinterkriget och fortsättningskriget. År 1966 deltog han i den första finländska expeditionen som på skidor och med hundspann korsade den grönländska isen. Ledare för expeditionen var Erik Pihkala och Christer Boucht var andre man, de övriga i expeditionen var Eero Varonen, Viljo Haapala och Peter Boucht. 
Christer Boucht gav ut tio reseskildringar under åren 1968–1995 om sina polarfärder i norra Kanada och på Grönland. I några av sina böcker har han även skildrat erfarenheterna från krigsåren. Han var under många år aktiv medlem i det finländska arktiska sällskapet och blev år 2002 hedersmedlem i sällskapet.
Boucht grundade sin egen advokatbyrå 1941. Sin yrkeskarriär avslutade Christer Boucht år 2000, då han med sina 89 år var landets äldsta aktivt verkande advokat.
Christer Boucht verkade också som politiker. Han satt med i Vasa stadsfullmäktige under åren 1947–1990 och i stadsstyrelsen 1958–1962. Medlem i Folktinget var han 1951–1988. Han arkiv finns hos Svenska litteratursällskapet i Finland.

## Böcker på svenska
- 1968 – Grönland tvärs
- 1970 – Turkiska marschen
- 1973 – Letar efter lycka
- 1975 – Från Hovrättsbacken till Klippiga bergen. ISBN 951-9157-17-4
- 1976 – På knaggliga stigar. ISBN 951-9000-28-3
- 1977 – Ett arktiskt äventyr. ISBN 951-9000-38-0
- 1978 – Skidtur över Grönland
- 1979 – Klondike hägrar. ISBN 951-9000-75-5
- 1981 – Guldgrävarna i Klondike. ISBN 951-9000-89-5
- 1982 – Färder och irrfärder. ISBN 951-9000-99-2
- 1985 – Nordlandets män. ISBN 951-9001-12-3
- 1987 – Island. ISBN 951-9001-19-0
- 1988 – Frostbitet. ISBN 951-8902-15-1
- 1992 – Antarktis: Ögonblicksbilder från kontinenten kring Sydpolen. ISBN 951-50-0549-3
- 1993 – Jag reste till Antarktis
- 1995 – Från Paradiset till främsta linjen: Minnen från seklets första hälft. ISBN 951-50-0727-5
- 1996 – Öppna vidder: Arktiska äventyr under 30 år. ISBN 951-50-0823-9
- 1997 – Vind och snöstorm
- 2001 – Vapengömmare: Inför ockupationshotet 1944. ISBN 951-8902-89-5
- 2004 – Med utsikt från Paradiset. ISBN 952-5496-16-3